# I fantasmi di Challant
I fantasmi di Challant è un romanzo giallo di Laura Mancinelli pubblicato da Einaudi nel 2004, appartenente alla serie del commissario Flores.

## Trama
La contessa Roxilda rinchiude il commissario Flores in un castello medievale abbandonato, promettendogli di liberarlo solo se risolverà il mistero di un crimine compiuto nello stesso maniero secoli prima. Flores - che parte da due indizi, il teschio dell'assassinato custodito in uno scrigno e alcune antiche filastrocche - trova infine la soluzione con l'aiuto di alcuni studiosi del Medioevo, tra cui l'autrice del romanzo.

## Edizioni
- I fantasmi di Challant, collana Arcipelago Einaudi n.42, Einaudi, 2004, ISBN 9788806167820, OCLC 799410287.